# Cryptolepis apiculata
Cryptolepis apiculata är en oleanderväxtart som beskrevs av Karl Moritz Schumann och Adolf Engler. Cryptolepis apiculata ingår i släktet Cryptolepis och familjen oleanderväxter. Inga underarter finns listade i Catalogue of Life.